# 符騰堡的菲利普
符騰堡的菲利普（德語：Philipp von Württemberg，1838年7月30日—1917年10月11日），符騰堡王朝旁系成員。
菲利普的父親是符騰堡國王腓特烈一世的姪子亞歷山大，母親是法國國王路易-菲利普一世的女兒瑪麗公主。1903年菲利普的堂哥尼庫勞斯去世，菲利普成為符騰堡國王威廉二世的繼承人，直到1917年去世。

## 家庭
1865年，菲利普與特申公爵阿爾布雷希特的女兒瑪麗亞·特蕾莎結婚，兩人共有3子2女：
1. 阿爾布雷希特（1865年—1939年）
2. 瑪麗·愛蜜莉（1865年—1883年），早逝
3. 瑪麗亞·伊莎貝拉（英语：Duchess Maria Isabella of Württemberg）（1871年—1904年）
4. 羅伯特（英语：Duke Robert of Württemberg）（1873年—1947年）
5. 烏爾里希（1877年—1944年）